# 聖千秋
聖 千秋（ひじり ちあき、12月23日 - ）は、日本の漫画家。東京都出身。血液型はB型。
1981年、『別冊マーガレット』（集英社）にて「えみこさんのハッピーデー」でデビューした。2022年11月から『オフィスユー』（同）にて「ピース イン ハンド」を連載している。

## 作品リスト
以下の単行本はすべて集英社から刊行されている。

### マーガレットコミックス
マーガレットコミックスから刊行された作品。
- アップルワインとブランデー
- トライアンフで誘ってよ
- 56時の行進曲
- 12月にはジャズを聴く
- かすれたコンクリート
- 男の珈琲 女の紅茶
- クランク・アップ!
- きょうの彼女は綺麗です
- 右手に嘘 左手に愛（全2巻）
- 銀河系を抱きしめる
- イキにやろうぜイキによ（全8巻）
- 君は僕の太陽だ（全4巻）
- いつも上天気（全3巻）
- すすきのみみずく（全5巻）
- そーだ そーだぁ!（全5巻）
- サークルゲーム（全5巻）
- ヘプタゴン
- 落花流水の情 （全3巻）
- ピース イン ハンド（『オフィスユー』2023年1月号[2] - 、既刊3巻）

### クイーンズコミックス
クイーンズコミックスから刊行された作品。
- メンタル♥ガード
- VIP & Celeb
- 聖千秋 THE BEST -「夜の宇宙船」から「7／7」まで-
- 正義の味方（全7巻） -  2008年にテレビドラマ化[3]。
- KECHONPA（全3巻）

### オフィスユーコミックス
オフィスユーコミックスから刊行された作品。
- 四百四病の外（全2巻）
- スパデート (全8巻)

### 集英社文庫
集英社文庫（コミック版）から刊行された作品。
- イキにやろうぜイキによ（全4巻）
- いつも上天気（全2巻）
- 君は僕の太陽だ（全3巻）
- すすきのみみずく（全3巻）